# Cycle thermogravitationnel
Un cycle thermogravitationnel est un cycle thermodynamique réversible utilisant les travaux gravitationnels de poids et de flottabilité pour respectivement comprimer et dilater un fluide de travail.

## Cadre théorique

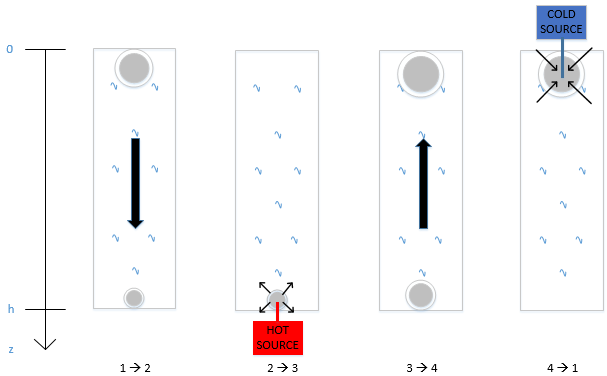
Les quatre étapes d'un cycle thermogravitationnel idéal. 1→2 : compression gravitationnelle adiabatique, 2→3 : transfert thermique chaud, 3→4 : expansion gravitationnelle adiabatique, 4→1 : transfert thermique froid.

On considère une colonne remplie d'un milieu de transport et un ballon rempli d'un fluide de travail. En raison de la pression hydrostatique du milieu de transport, la pression à l'intérieur de la colonne augmente le long de l'axe z (voir figure). Initialement, le ballon est gonflé par le fluide de travail à la température TC et à la pression P0 et situé en haut de la colonne. Un cycle thermogravitationnel idéal se décompose en quatre étapes :
- 1→2 : descente du ballon vers le bas de la colonne. Le fluide de travail subit une compression adiabatique avec sa température augmentant et sa pression atteignant la valeur Ph au fond (Ph>P0) ;
- 2→3 : pendant que le ballon repose en bas, le fluide de travail reçoit la chaleur de la source chaude à la température TH et subit une expansion isobare à la pression Ph ;
- 3→4 : le ballon monte vers le haut de la colonne. Le fluide de travail subit une détente adiabatique avec une baisse de température et atteint la pression P0 après détente lorsque le ballon est en-haut ;
- 4→1 : arrivé en haut, le fluide de travail fournit de la chaleur à la source froide à la température TC tout en subissant une diminution de volume isobare à la pression P0.

Pour qu'un cycle thermogravitationnel ait lieu, le ballon doit être plus dense que le milieu de transport pendant l'étape 1→2 et moins dense pendant l'étape 3→4. Si ces conditions ne sont pas naturellement satisfaites par le fluide de travail, un poids peut être fixé au ballon pour augmenter sa densité effective.

## Applications et exemples

Générateur électrique thermogravitationnel basé sur le gonflage / dégonflage d'un ballon. Un ballon rempli de perfluorohexane se gonfle et se dégonfle en raison des changements de densité via les échanges de chaleur. Chaque fois que l'aimant attaché au ballon passe à travers la bobine, un signal électrique est enregistré sur l'oscilloscope.

Un dispositif expérimental fonctionnant selon le principe du cycle thermogravitationnel a été développé dans un laboratoire de l'université de Bordeaux et breveté en France. Un tel générateur électrique thermogravitationnel est basé sur des cycles de gonflage et de dégonflage d'une poche élastique en élastomère nitrile coupé à partir d'un doigt de gant. Le ballon est rempli d'un fluide de travail volatil qui a une faible affinité chimique pour l'élastomère tel que le perfluorohexane (C6F14). Il est attaché à un aimant sphérique NdFeB puissant qui agit à la fois comme un poids et pour la transduction de l'énergie mécanique en tension électrique. Le cylindre en verre est rempli d'eau servant de fluide de transport. Il est chauffé en bas par une chambre à double paroi rempli d'eau chaude en circulation, et refroidi en haut par un bain d'eau froide. En raison de sa basse température d'ébullition (56 °C), la goutte de perfluorohexane contenue dans le ballon se vaporise et gonfle le ballon. Une fois sa densité inférieure à la densité de l'eau, le ballon s'élève sous l'effet de la poussée d'Archimède. Refroidi au sommet de la colonne, le ballon se dégonfle partiellement jusqu'à ce que sa densité effective devienne plus élevée que celle de l'eau et qu'il commence à couler. Comme le montrent les vidéos, le mouvement cyclique a une période de plusieurs secondes. Ces oscillations peuvent durer plusieurs heures et leur durée n'est limitée que par des fuites de fluide de travail à travers la membrane d'élastomère. Chaque fois que l'aimant passe à travers la bobine, une variation du flux magnétique se produit. Une force électromotrice est créée et détectée via un oscilloscope. La puissance moyenne de cette machine a été estimée de 7 μW et son efficacité de 4,8 × 10−6. Bien que ces valeurs soient très faibles, cette expérience représente une preuve de principe d'un dispositif d'énergie renouvelable pour la récupération d'électricité à partir d'une source de chaleur perdue faible sans besoin d'autre source d'énergie externe, comme pour alimenter un compresseur dans un moteur thermique ordinaire. L'expérience a été reproduite avec succès par des élèves de classes préparatoires du Lycée Hoche à Versailles. 

Expérience de cycle thermogravitationnel réalisée par Elsa Giraudat et Jean-Baptiste Hubert (alors élèves au Lycée Hoche, Versailles, France) pour leur projet personnel en physique. Le fluide était du perfluoropentane (C_{5}F_{12}) dans leur cas, et la source froide était constituée de blocs de glace flottant sur la colonne d'eau. L'intégration numérique de la force électromotrice a donné une énergie récoltée de 192 µJ par cycle.

Plusieurs autres applications basées sur les cycles thermogravitationnels peuvent être trouvées dans la littérature. Par exemple :
- dans des ballons solaires, la chaleur du soleil est absorbée, ce qui fait monter un ballon rempli d'air et convertir son mouvement en un signal électrique[3] ;
- dans un cycle de Rankine organique entraîné par gravité, la gravité est utilisée à la place d'une pompe pour pressuriser un fluide de travail. Dans la littérature, différents auteurs ont étudié les caractéristiques des fluides de travail les mieux adaptées pour optimiser leur efficacité pour les dispositifs ORC entraînés par gravité[4],[5] ;
- dans une version d'un générateur à fluide magnétique, un fluide réfrigérant est vaporisé au bas d'une colonne par une source de chaleur externe, et ses bulles se déplacent à travers un ferrofluide aimanté, produisant ainsi une tension électrique via un générateur linéaire[6] ;
- dans un hybride conceptuel de plusieurs brevets, l'énergie solaire ou géothermique est exploitée au moyen d'un cycle organique de Rankine modifié avec de hautes colonnes d'eau sous terre[7].

L'efficacité η d'un cycle thermogravitationnel dépend des processus thermodynamiques traversés par le fluide de travail à chaque étape du cycle. Ci-dessous quelques exemples :
- si les échanges de chaleur en bas et en haut de la colonne avec une source chaude et une source froide respectivement, se produisent à pression et température constantes, l'efficacité serait égale à l'efficacité d'un cycle de Carnot[1] :

- si le fluide de travail reste à l'état liquide pendant l'étape de compression 1→2, l'efficacité serait égale à l'efficacité du cycle de Rankine[1]. En notant h1, h2, h3 eth 4 les enthalpies spécifiques du fluide de travail aux étapes 1, 2, 3 et 4 respectivement :

- si le fluide de travail reste à l'état gazeux pendant toutes les étapes d'un cycle thermogravitationnel, l'efficacité serait égale à l'efficacité du cycle de Brayton[1]. En notant γ le rapport de capacité thermique :

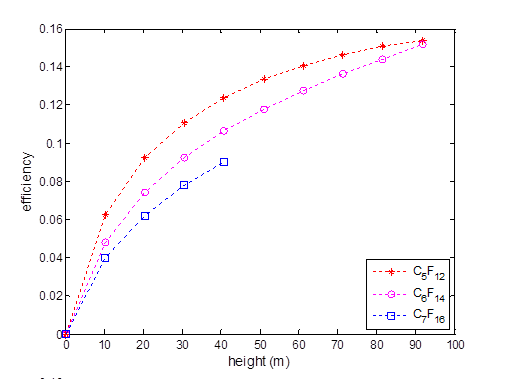
Des simulations numériques ont été effectuées avec CHEMCAD pour trois fluides de travail différents (C_{5}F_{12}, C_{6}F_{14} et C_{7}F_{16}) avec des températures et des pressions de source chaude jusqu'à et 10 bar, respectivement.

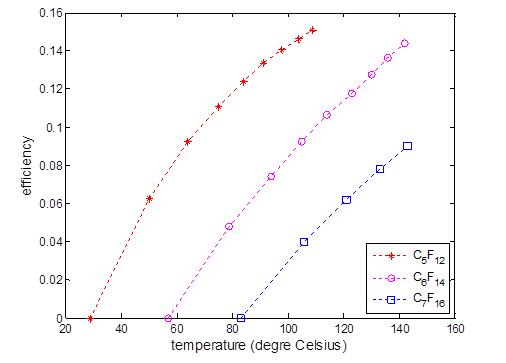
La température de la source froide est réglée à. Le fluide de travail est maintenu à l'état gazeux lors de la montée et à l'état liquide lors de la chute du ballon, respectivement. L'efficacité est exprimée par rapport à 1 (c'est-à-dire non en pourcentage).